# Kai Hansen
Kai Michael Hansen, (Hamburg, 1963. január 3. –) német power metal gitáros és énekes.

## Diszkográfia
Helloween(1985)
- Walls of Jericho (1986)
- Keeper of the Seven Keys Part 1 (1987)
- Keeper of the Seven Keys Part 2 (1988)

Iron Savior
- Iron Savior (1997)
- Unification (1998)
- Interlude (EP, 1999)
- Dark Assault (2001)

Gamma Ray
- Heading for Tomorrow (1990)
- Sigh No More (1991)
- Insanity and Genius (1993)
- Land of the Free (1995)
- Alive '95 (koncertalbum, 1996)
- Somewhere Out in Space (1997)
- The Karaoke Album (Karaokealbum, 1997)
- Power Plant (1999)
- Blast from the Past (válogatásalbum, 2000)
- No World Order (2001)
- Skeletons in the Closet (koncertalbum, 2003)
- Majestic (2005)
- Land of the Free II (2007)
- Hell Yeah – The Awesome Foursome. Live in Montreal (koncertalbum, 2008)
- To the Metal! (2010)
- All Right! 20 Years of Universe (válogatásalbum, 2010)
- Skeletons & Majesties (EP, 2011)
- Skeletons & Majesties Live (koncertalbum,  2012)
- Master of Confusion (EP, 2013)

## Vendégszereplések
- Angra:
  - Angels Cry – gitárszóló a "Never Understand"-ben.
  - Temple of Shadows – ének a "The Temple of Hate"-ban.
- Blind Guardian:
  - Follow the Blind – ének a "Valhalla"-ban.
  - Tales from the Twilight World – ének a "Lost in the Twilight Hall," és gitárszóló a "The Last Candle"-ben.
  - Somewhere Far Beyond – gitára  "The Quest for Tanelorn"-ban.
- Tobias Sammet: Avantasia:
  - The Metal Opera
  - The Metal Opera Part II
  - The Scarecrow – gitár a "Shelter from the Rain"-ban.
- Hammerfall:
  - I Want Out EP – ének a "I Want Out" és háttérének a "Man on the Silver Mountain"-ben.
- Heavenly:
  - Coming from the Sky – ének a "Time machine"-ban.
- Stormwarrior:
  - Stormwarrior – ének és gitár "Chains Of Slavery"-ban, továbbá "Heavy Metal is the Law"-ban.
  - Northern Rage – ének "Heroic Deathe"-ban, és gitárszóló a "Welcome Thy Rite"-ben.
- Headhunter:
  - Parody Of Life – vendégszereplés a "Cursed"-ben.